# PSR B1257+12

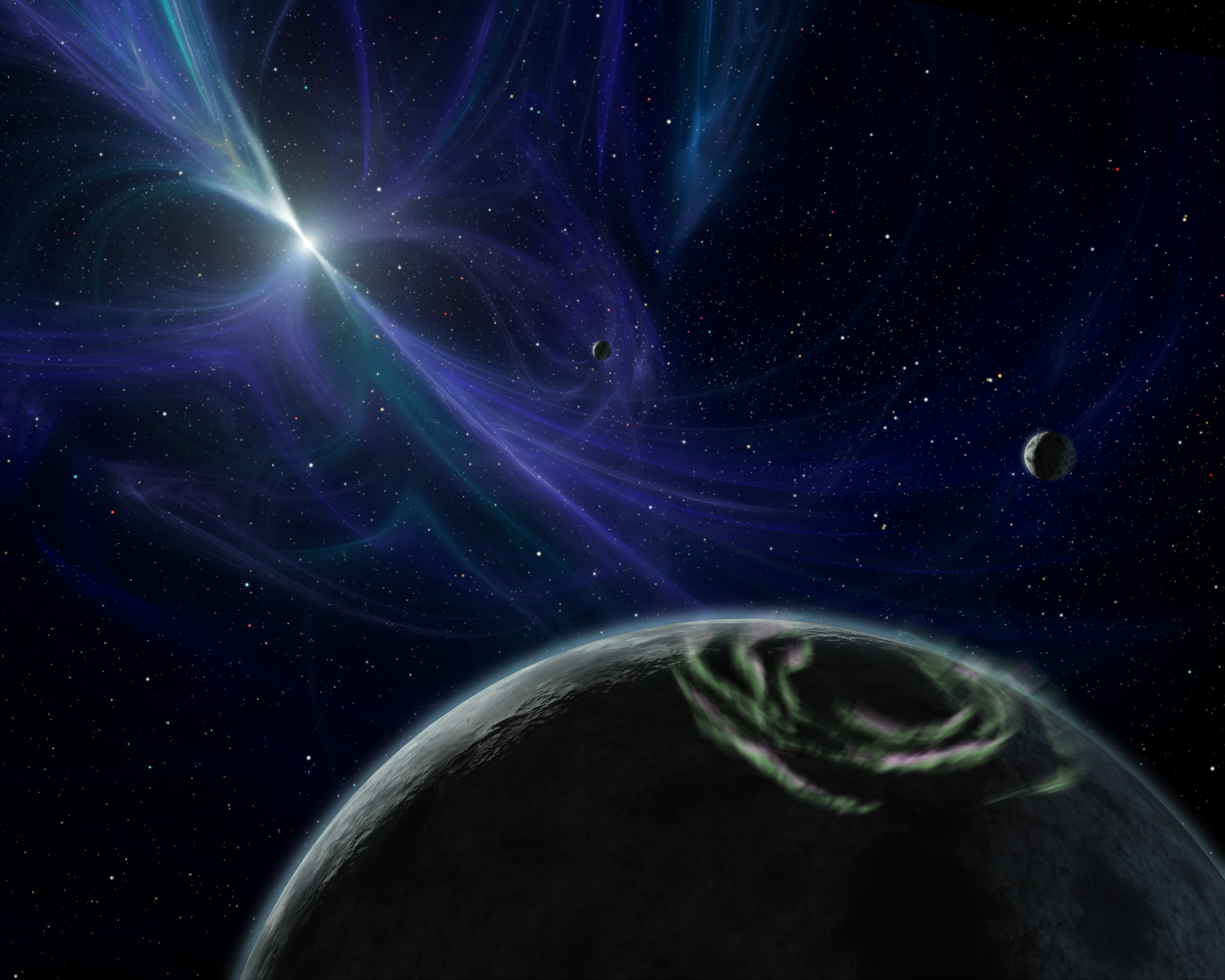
Reprezentare artistică a unei exoplanete în jurul stelei PSR B1919+21

PSR B1257+12, uneori abreviat ca PSR 1257+12, este un pulsar situat 1000 de ani lumină de Soare. În 2007, s-a confirmat că trei planete extrasolare orbitează pulsarul, fiind primul pulsar despre care se știe că are exoplanete.
Se află în constelația Fecioara. Denumirea PSR B1257+12 se referă la coordonatele sale în epoca B1950.0.
Descoperirea pulsarilor, în special a obiectului PSR B1919+21, este una dintre cele două mari alarme false din istoria SETI, cealaltă fiind descoperirea quasarului CTA-102.